# Liêu Thiêm Đinh

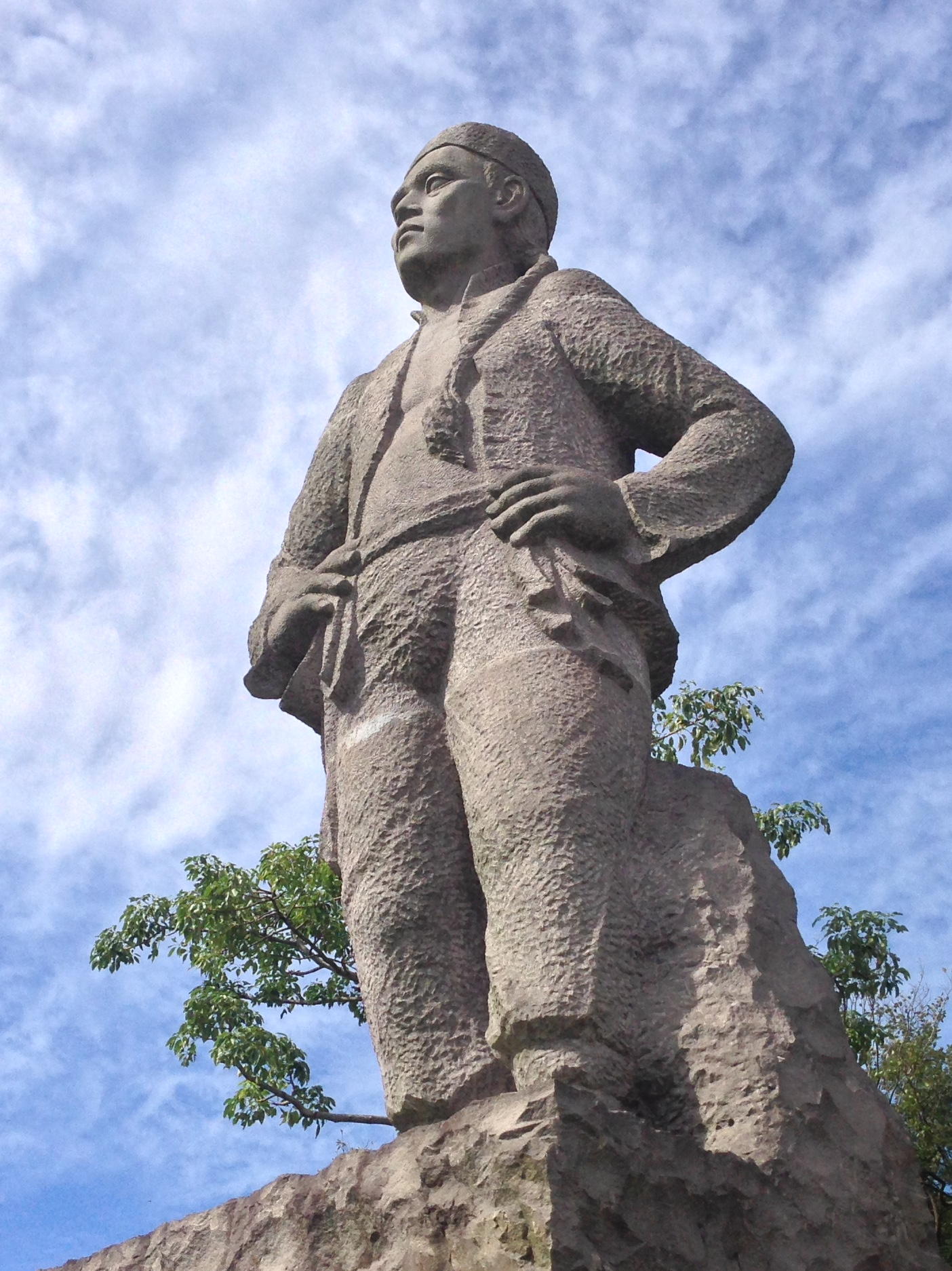
Tượng Liêu Thiêm Đinh

Liêu Thiêm Đinh (chữ Hán: 廖添丁, 1883-1909) là một kẻ trộm huyền thoại người Đài Loan trong thời kỳ Nhật Bản chiếm đóng Đài Loan (tương đương với thời kỳ nhà Thanh ở Trung Quốc). Xoay quanh ông có nhiều chủ đề tranh cãi trong đó được ca ngợi là một kẻ ăn trộm kỳ tài, nghĩa hiệp, luôn cướp của người giàu, chia cho người nghèo, và luôn nhắm vào quân xâm lược Nhật Bản giống như Robin Hood của châu Âu thời Trung cổ.

## Cuộc đời
Khi Liêu Thiêm Đinh mới 2 tuổi, cha của ông bị đánh chết trong một cuộc tranh chấp. Sau khi cha ông chết, mẹ của ông chạy vạy khắp nơi để khiếu kiện vụ việc nhằm giải oan cho chồng. Sau nhiều năm chạy vạy tham gia vào khiếu nại, mẹ của ông bị mắc một khoản nợ lớn không thể trả được, bà buộc phải tái giá với người chồng mới và Liêu Thiêm Đinh phải theo mẹ. Ông đã bị bắt làm việc như một đầy tớ trong gia đình mới này.
Sau khi lớn lên, ông rời quê hương của ông để đến Đài Loan tìm công ăn việc làm, cải thiện đời sống cơ cực. Khi đến Đài Bắc (台北), Liêu Thiêm Đinh nhận được một công việc trong một cửa hàng tạp hóa, sau đó ông bị cho rằng đã lấy cắp một số món đồ trong tiệm, từ đó tạo ra tiếng xấu và không ai thuê mướn ông nữa. Với sự tẩy chay của người dân trong thị xã, ông đã phải lang thang xung quanh để mưu sinh.
Sau đó, qua trải nghiệm cuộc sống, ông dần hiểu rằng người Nhật Bản đang áp bức đồng bào của ông (trong thời kỳ này, Đài Loan nằm dưới sự cai trị của thống đốc của Nhật Bản), Ông bắt đầu tạo ra rất nhiều rắc rối cho Thống đốc Nhật Bản trong việc đảm bạo trật tự, trị an, thậm chí lẻn vào những nhà giàu Nhật Bản để ăn cắp tiền và các tài sản có giá trị để phân phát cho dân nghèo Đài Loan. Ngày 18 tháng 11 năm 1909 Liêu Thiêm Đinh tụ tập cùng đồng đảng của mình tại một địa điểm bỏ hoang nhưng bị quân Nhật phát hiện và đuổi theo. Ông định chạy thoát nhưng vì quá mệt nên đã bị bắt. Ông khước từ đầu hàng và bị giết tại chỗ, lúc đó ông chỉ mới 26 tuổi. Sau cái chết của ông, nhiều người đã thờ ông để thể hiện lòng biết ơn sau đó được tôn vinh là những người kháng Nhật.

## Trong văn hóa

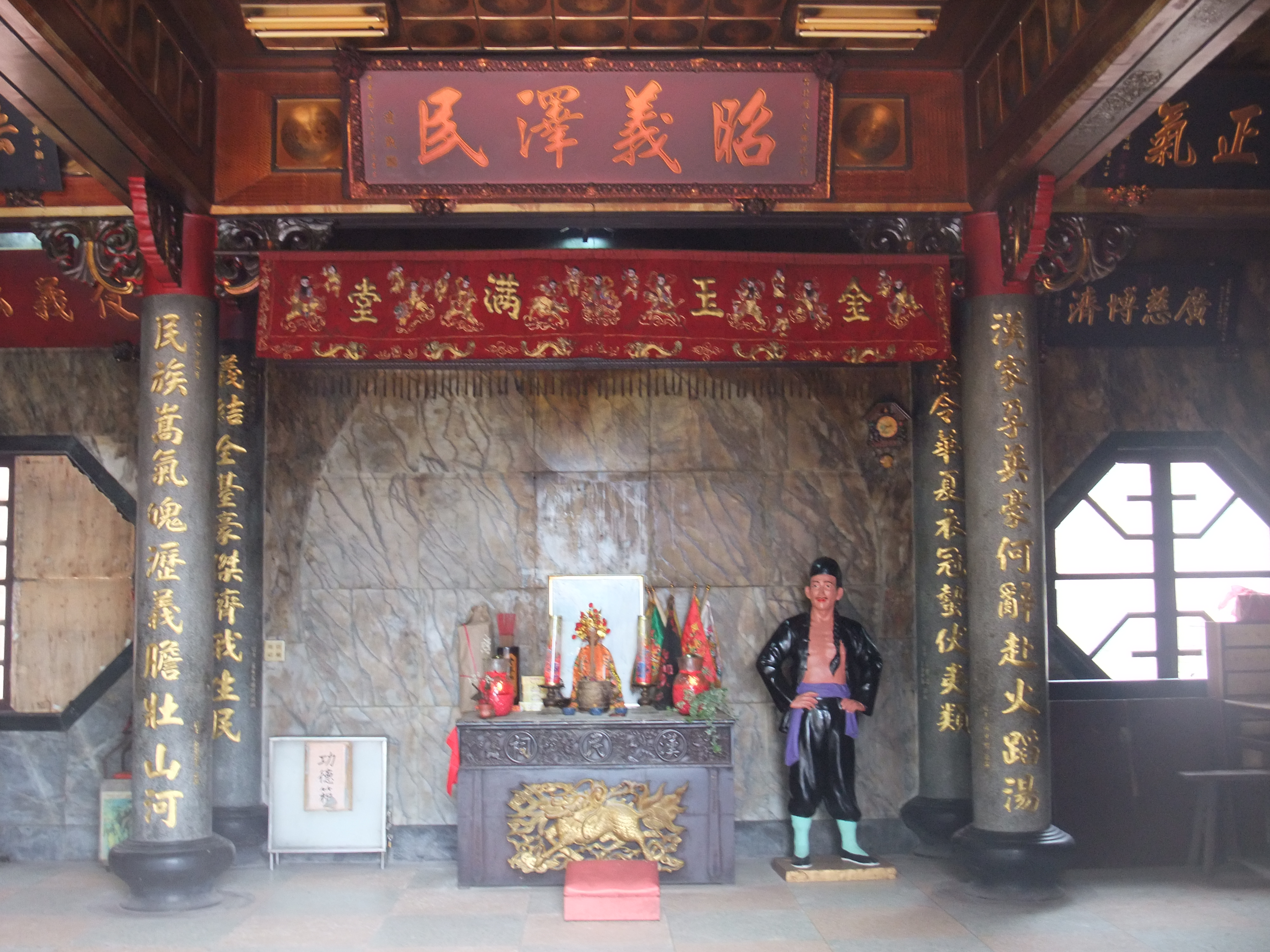
Đền thờ Liêu Thiêm Đinh

Hình ảnh của ông được chuyển thể thành nhiều bộ phim và truyện tranh như bộ phim Vua trộm Liêu Thiêm Đinh (Hiệp vương Liêu Thiêm Đinh), Song sinh đại hiệp của Hồng Kông hay bộ truyện Vua trộm Liêu Thiêm Đinh (trong bộ truyện này đối thủ chính của Liêu Thiêm Đinh là Hậu Đằng Tân Bình - một sĩ quan giỏi võ của quân đội Hoàng gia Nhật Bản).